# Eugagrella rufispina
Eugagrella rufispina is een hooiwagen uit de familie Sclerosomatidae.